# 塔利亞納·巴爾加斯
塔利亞納·巴爾加斯（Taliana María Vargas Carrillo，1987年12月20日—），哥伦比亚模特儿，2007年度哥倫比亞小姐和2008環球小姐亞軍。她在維吉尼亞的Tournalism at the Northern Virginia Community College學習。
Taliana的祖父母来自希腊，她有意大利的血统，她可以說流利的西班牙文、英語和意大利語，以及一點希臘語和阿拉伯語。

## 2007哥倫比亞小姐
Taliana在2007年的11月12日获得2007哥倫比亞小姐桂冠，亞軍是来自波哥大的Maria Cristina Diaz-Granados，後者在2008年國際小姐競選中榮獲亞軍。她為她的家鄉 Magdalena赢得了首頂哥倫比亞小姐桂冠，在長達三周的比赛中，她同樣獲得了優雅小姐（Miss Elegance）和最美的臉（Best Face awards）兩個單項獎。

## 2008環球小姐
在7月14日的比赛中，Taliana獲得了晚裝和泳裝環節的最高分，她的晚裝獲得了9.829分，是近幾年来的最高分，在泳裝比赛中，她獲得了9.433分。在最後的問答環節结束後，Taliana被宣布榮獲亞軍，冠軍是委内瑞拉小姐Dayana Mendoza，而許多人都認為Taliana是輸在最后一個問答環節上。